# Igreja de Santa Maria de Eunate

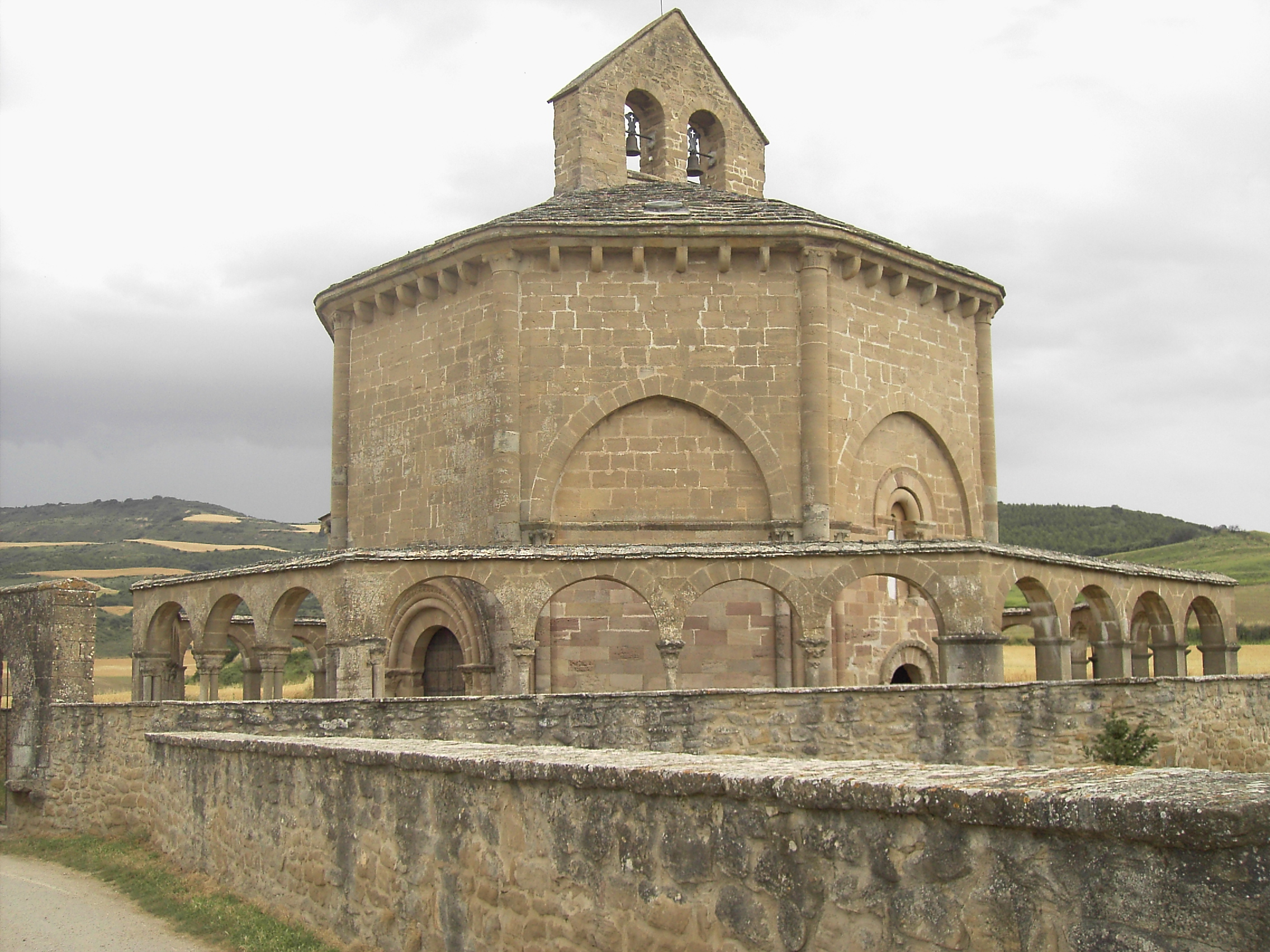

Santa Maria de Eunate é uma igreja românica situada no município de Muruzábal, Navarra, Espanha. Encontra-se no Caminho de Santiago (Caminho Aragonês), pouco antes do local onde ele se funde ao Caminho Francês. Estes dois Caminhos de Santiago cruzam a fronteira franco-espanhola em Somport e em Roncesvalles.
A igreja foi construída em estilo românico na segunda parte do século XII. Apesar da construção ter sido atribuída aos Templários, não foí encontrada nenhuma menção à Eunate (Onat, Unate) nos documentos, datados no século XIII, existentes sobre a Odem do Templo na Navarra, o que faz com que esta possibilidade seja descartada.
A edificação, dedicada a Santa Maria, foi levantada na metade do século XII, até 1170. Alguns afirmam que a construção se prolongou um pouco mais, até 1210. Segundo documentação existente, a obra foi idealizada e financiada por uma rainha, cujo nome dizem ser Doña Sancha.
Existem diversas lendas e histórias a respeito desta pequena e bela igreja. Entre elas está a interessante lenda dos pórticos gêmeos, recheada de figuras folclóricas da região.